# 겐칸

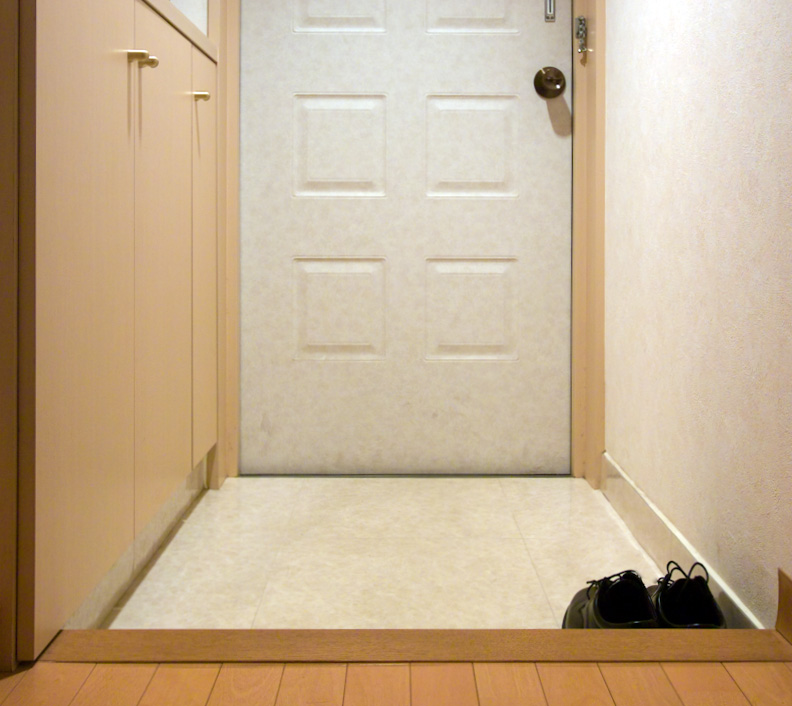
겐칸

겐칸(玄関)은 일본 주택의 현관으로, 신발을 벗고 슬리퍼로 갈아 신고 들어 간다. 대부분 청소가 되어 있고 꽃이나 장식품이 있다. 간단한 용무는 현관에서 마치기도 한다.
겐칸의 주요 기능은 집이나 건물의 주요 부분에 들어가기 전에 신발을 벗는 것이다. 두 번째 기능은 겐칸 계단을 건너 집으로 초대받지 않고 잠시 방문할 수 있는 장소이다. 예를 들어, 영어권 국가의 피자 배달 운전기사가 일반적으로 현관에 서서 열려 있는 현관문을 통해 업무를 수행했다면, 일본에서는 전통적으로 음식 배달이 현관 계단 건너편에서 이루어졌을 것이다.
신발을 벗은 후에는 집에 먼지가 들어오는 것을 방지하기 위해 양말을 신거나 맨발로 타일이나 콘크리트 바닥(三和土, 다다키)을 밟지 말아야 한다. 일단 안으로 들어가면 일반적으로 우와바키(上履き), 즉 슬리퍼나 실내용 신발로 갈아신는다.
겐칸은 일본의 다른 건물, 특히 구식 사업체에서도 가끔 발견된다.

## 같이 보기
- 현관